# Стара зграда општине Прњавор
Стара зграда општине Прњавор је зграда која се налази у ужем урбаном подручју града, у улици Светог Саве у Прњавору, Република Српска.
Зграда је саграђена 1910. године и првобитно је служила као хотел који се звао „Стерн“. У то време, власник зграде био је Никола Маркс. Након тога, у њој је било смештено седиште Среског повереништва.
Саграђена је у аутроугарском стилу, карактеристичном за објекте који су грађени почетком 20. века. Естетски је уклопљена у амбијент које сачињавају други објекти истог или сличног стила.
Зграда је више пута мењала своје намене. За време СФРЈ, служила је за потребе тадашње управе града Прњавора.
Данас се у згради налазе четири одељења Административне службе и просторије Стручне службе Скупштине општине Прњавор, а објекат је учвршћен на Привременој листи Националних споменика Босне и Херцеговине.